# Вільгельм IV (великий герцог Люксембургу)
Вільгельм IV (нім. Wilhelm IV., люксемб. Wëllem IV. vu Lëtzebuerg) (22 квітня 1852 —  25 лютого 1912) — великий герцог Люксембургу з 1905 до 1912 року. Походив з династії Нассау.

## Життєпис
Народився у Бібріху поблизу міста Вісбаден. Був сином Адольфа I Нассау, великого герцога Люксембурзького, та Аделаїди-Марії, герцогині Ангальт-Дессау-Кьотен. Вільгельм отримав гарну освіту, виховувався як розумний політичний й державний діяч.

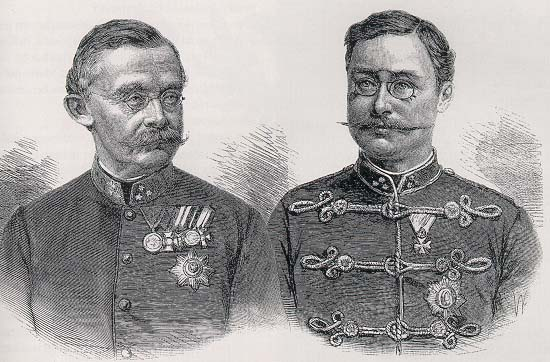
Вільгельм із батьком

Він був протестантом, але після одруження з португальською принцесою у 1893 році перейшов у католицтво.
З 1902 року фактично набув обов'язків монарха, виконуючи його функції. Проте, офіційно Вільгельм став великим герцогом тільки у 1905 році. На цей момент він вже був тяжко хворим. З 1898 року Вільгельм страждав церебральною недостатністю. У січні 1906 року він переніс серйозний напад цієї хвороби. Протягом року він не міг виконувати свої обов'язки. В цей момент Леопольд II запропонував йому продати свої права на велике герцогство, але Вільгельм IV відмовився.
Намагаючись зберегти свою родину при владі, він вирішив змінити закон щодо спадкування корони великого герцога. Раніше на це мали право лише чоловіки. У 1907 році Вільгельм IV зміг умовити парламент затвердити новий закон, згідно з яким жінки отримали право наслідувати корону Люксембургу. Після цього спадкоємицею трону стала старша донька Вільгельма — Марія-Аделаїда .
Вільгельм IV помер 25 лютого 1912 року у своєму замку Кольмар-Берг.

## Родина
Дружина — Марія-Ганна, донька Мігеля I Браганси, короля Португалії.
Діти:
- Марія-Аделаїда (1894—1924)
- Шарлотта (1896—1985)
- Гільда (1897—1979)
- Антуанетта (1899—1954)
- Єлизавета (1901—1950)
- Софі Кароліна (1902—1941)

## Генеалогія
| Фрідріх Вільгельм Нассау-Вайлбург | Фрідріх Вільгельм Нассау-Вайлбург | Фрідріх Вільгельм Нассау-Вайлбург | Фрідріх Вільгельм Нассау-Вайлбург | Фрідріх Вільгельм Нассау-Вайлбург | Фрідріх Вільгельм Нассау-Вайлбург |                       |                       | Луїза Ізабелла Кірхберг | Луїза Ізабелла Кірхберг | Луїза Ізабелла Кірхберг | Луїза Ізабелла Кірхберг | Луїза Ізабелла Кірхберг | Луїза Ізабелла Кірхберг |          |          | Фрідріх Саксен-Альтенбурзький | Фрідріх Саксен-Альтенбурзький | Фрідріх Саксен-Альтенбурзький | Фрідріх Саксен-Альтенбурзький | Фрідріх Саксен-Альтенбурзький    | Фрідріх Саксен-Альтенбурзький    |                                  |                                  | Шарлотта Макленбург-Стреліцька   | Шарлотта Макленбург-Стреліцька   | Шарлотта Макленбург-Стреліцька | Шарлотта Макленбург-Стреліцька | Шарлотта Макленбург-Стреліцька | Шарлотта Макленбург-Стреліцька |  |  | Фрідріх Ангальт-Дессау | Фрідріх Ангальт-Дессау | Фрідріх Ангальт-Дессау | Фрідріх Ангальт-Дессау | Фрідріх Ангальт-Дессау        | Фрідріх Ангальт-Дессау        |                               |                               | Амалія Гессен-Гомбурзька      | Амалія Гессен-Гомбурзька      | Амалія Гессен-Гомбурзька | Амалія Гессен-Гомбурзька | Амалія Гессен-Гомбурзька  | Амалія Гессен-Гомбурзька  |                           |                           | Вільгельм Гессен-Кассельський | Вільгельм Гессен-Кассельський | Вільгельм Гессен-Кассельський | Вільгельм Гессен-Кассельський | Вільгельм Гессен-Кассельський  | Вільгельм Гессен-Кассельський  |                                |                                | Луїза Шарлотта Датська         | Луїза Шарлотта Датська         | Луїза Шарлотта Датська | Луїза Шарлотта Датська | Луїза Шарлотта Датська | Луїза Шарлотта Датська |  |  |
| Фрідріх Вільгельм Нассау-Вайлбург | Фрідріх Вільгельм Нассау-Вайлбург | Фрідріх Вільгельм Нассау-Вайлбург | Фрідріх Вільгельм Нассау-Вайлбург | Фрідріх Вільгельм Нассау-Вайлбург | Фрідріх Вільгельм Нассау-Вайлбург |                       |                       | Луїза Ізабелла Кірхберг | Луїза Ізабелла Кірхберг | Луїза Ізабелла Кірхберг | Луїза Ізабелла Кірхберг | Луїза Ізабелла Кірхберг | Луїза Ізабелла Кірхберг |          |          | Фрідріх Саксен-Альтенбурзький | Фрідріх Саксен-Альтенбурзький | Фрідріх Саксен-Альтенбурзький | Фрідріх Саксен-Альтенбурзький | Фрідріх Саксен-Альтенбурзький    | Фрідріх Саксен-Альтенбурзький    |                                  |                                  | Шарлотта Макленбург-Стреліцька   | Шарлотта Макленбург-Стреліцька   | Шарлотта Макленбург-Стреліцька | Шарлотта Макленбург-Стреліцька | Шарлотта Макленбург-Стреліцька | Шарлотта Макленбург-Стреліцька |  |  | Фрідріх Ангальт-Дессау | Фрідріх Ангальт-Дессау | Фрідріх Ангальт-Дессау | Фрідріх Ангальт-Дессау | Фрідріх Ангальт-Дессау        | Фрідріх Ангальт-Дессау        |                               |                               | Амалія Гессен-Гомбурзька      | Амалія Гессен-Гомбурзька      | Амалія Гессен-Гомбурзька | Амалія Гессен-Гомбурзька | Амалія Гессен-Гомбурзька  | Амалія Гессен-Гомбурзька  |                           |                           | Вільгельм Гессен-Кассельський | Вільгельм Гессен-Кассельський | Вільгельм Гессен-Кассельський | Вільгельм Гессен-Кассельський | Вільгельм Гессен-Кассельський  | Вільгельм Гессен-Кассельський  |                                |                                | Луїза Шарлотта Датська         | Луїза Шарлотта Датська         | Луїза Шарлотта Датська | Луїза Шарлотта Датська | Луїза Шарлотта Датська | Луїза Шарлотта Датська |  |  |
|                                   |                                   |                                   |                                   |                                   |                                   |                       |                       |                         |                         |                         |                         |                         |                         |          |          |                               |                               |                               |                               |                                  |                                  |                                  |                                  |                                  |                                  |                                |                                |                                |                                |  |  |                        |                        |                        |                        |                               |                               |                               |                               |                               |                               |                          |                          |                           |                           |                           |                           |                               |                               |                               |                               |                                |                                |                                |                                |                                |                                |                        |                        |                        |                        |  |  |
|                                   |                                   |                                   |                                   | Вільгельм Нассауський             | Вільгельм Нассауський             | Вільгельм Нассауський | Вільгельм Нассауський | Вільгельм Нассауський   | Вільгельм Нассауський   |                         |                         |                         |                         |          |          |                               |                               |                               |                               | Луїза Саксен-Хільдбурґхаузенська | Луїза Саксен-Хільдбурґхаузенська | Луїза Саксен-Хільдбурґхаузенська | Луїза Саксен-Хільдбурґхаузенська | Луїза Саксен-Хільдбурґхаузенська | Луїза Саксен-Хільдбурґхаузенська |                                |                                |                                |                                |  |  |                        |                        |                        |                        | Фрідріх Август Ангальт-Дессау | Фрідріх Август Ангальт-Дессау | Фрідріх Август Ангальт-Дессау | Фрідріх Август Ангальт-Дессау | Фрідріх Август Ангальт-Дессау | Фрідріх Август Ангальт-Дессау |                          |                          |                           |                           |                           |                           |                               |                               |                               |                               | Марія Луїза Гессен-Кассельська | Марія Луїза Гессен-Кассельська | Марія Луїза Гессен-Кассельська | Марія Луїза Гессен-Кассельська | Марія Луїза Гессен-Кассельська | Марія Луїза Гессен-Кассельська |                        |                        |                        |                        |  |  |
|                                   |                                   |                                   |                                   | Вільгельм Нассауський             | Вільгельм Нассауський             | Вільгельм Нассауський | Вільгельм Нассауський | Вільгельм Нассауський   | Вільгельм Нассауський   |                         |                         |                         |                         |          |          |                               |                               |                               |                               | Луїза Саксен-Хільдбурґхаузенська | Луїза Саксен-Хільдбурґхаузенська | Луїза Саксен-Хільдбурґхаузенська | Луїза Саксен-Хільдбурґхаузенська | Луїза Саксен-Хільдбурґхаузенська | Луїза Саксен-Хільдбурґхаузенська |                                |                                |                                |                                |  |  |                        |                        |                        |                        | Фрідріх Август Ангальт-Дессау | Фрідріх Август Ангальт-Дессау | Фрідріх Август Ангальт-Дессау | Фрідріх Август Ангальт-Дессау | Фрідріх Август Ангальт-Дессау | Фрідріх Август Ангальт-Дессау |                          |                          |                           |                           |                           |                           |                               |                               |                               |                               | Марія Луїза Гессен-Кассельська | Марія Луїза Гессен-Кассельська | Марія Луїза Гессен-Кассельська | Марія Луїза Гессен-Кассельська | Марія Луїза Гессен-Кассельська | Марія Луїза Гессен-Кассельська |                        |                        |                        |                        |  |  |
|                                   |                                   |                                   |                                   |                                   |                                   |                       |                       |                         |                         |                         |                         |                         |                         |          |          |                               |                               |                               |                               |                                  |                                  |                                  |                                  |                                  |                                  |                                |                                |                                |                                |  |  |                        |                        |                        |                        |                               |                               |                               |                               |                               |                               |                          |                          |                           |                           |                           |                           |                               |                               |                               |                               |                                |                                |                                |                                |                                |                                |                        |                        |                        |                        |  |  |
|                                   |                                   |                                   |                                   |                                   |                                   |                       |                       |                         |                         |                         |                         | Адольф I                | Адольф I                | Адольф I | Адольф I | Адольф I                      | Адольф I                      |                               |                               |                                  |                                  |                                  |                                  |                                  |                                  |                                |                                |                                |                                |  |  |                        |                        |                        |                        |                               |                               |                               |                               |                               |                               |                          |                          | Адельгейда Ангальт-Дессау | Адельгейда Ангальт-Дессау | Адельгейда Ангальт-Дессау | Адельгейда Ангальт-Дессау | Адельгейда Ангальт-Дессау     | Адельгейда Ангальт-Дессау     |                               |                               |                                |                                |                                |                                |                                |                                |                        |                        |                        |                        |  |  |
|                                   |                                   |                                   |                                   |                                   |                                   |                       |                       |                         |                         |                         |                         | Адольф I                | Адольф I                | Адольф I | Адольф I | Адольф I                      | Адольф I                      |                               |                               |                                  |                                  |                                  |                                  |                                  |                                  |                                |                                |                                |                                |  |  |                        |                        |                        |                        |                               |                               |                               |                               |                               |                               |                          |                          | Адельгейда Ангальт-Дессау | Адельгейда Ангальт-Дессау | Адельгейда Ангальт-Дессау | Адельгейда Ангальт-Дессау | Адельгейда Ангальт-Дессау     | Адельгейда Ангальт-Дессау     |                               |                               |                                |                                |                                |                                |                                |                                |                        |                        |                        |                        |  |  |
|                                   |                                   |                                   |                                   |                                   |                                   |                       |                       |                         |                         |                         |                         |                         |                         |          |          |                               |                               |                               |                               |                                  |                                  |                                  |                                  |                                  |                                  |                                |                                |                                |                                |  |  |                        |                        |                        |                        |                               |                               |                               |                               |                               |                               |                          |                          |                           |                           |                           |                           |                               |                               |                               |                               |                                |                                |                                |                                |                                |                                |                        |                        |                        |                        |  |  |
|                                   |                                   |                                   |                                   |                                   |                                   |                       |                       |                         |                         |                         |                         |                         |                         |          |          |                               |                               |                               |                               |                                  |                                  |                                  |                                  |                                  |                                  |                                |                                | Вільгельм                      |                                |  |  |                        |                        |                        |                        |                               |                               |                               |                               |                               |                               |                          |                          |                           |                           |                           |                           |                               |                               |                               |                               |                                |                                |                                |                                |                                |                                |                        |                        |                        |                        |  |  |